# 2015年3月邁杜古里自殺炸彈攻擊事件
2015年邁杜古里自殺炸彈攻擊事件，是指2015年3月7日發生於奈及利亞東北部博爾諾州首府邁杜古里的數起自殺炸彈攻擊事件。事發時間自當地上午11時許開始，至下午為止，共有五起爆炸，造成58人死亡，139人受傷。